# Parque nacional de Aberdare
El Parque nacional de Aberdare (en inglés: Aberdare National Park) es un parque nacional de Kenia. Se extiende por el límite entre los condados de Nyandarua, Nyeri y Muranga.
Cubre las zonas más altas de los montes Aberdare en el centro de Kenia y la saliente de Aberdare a su este. Rhino Arca es una organización benéfica dedicada a la protección de esta zona con un hábitat crítico.
El parque está situado a unos 100 km al norte de Nairobi, y se extiende sobre una amplia variedad de terrenos, ya que abarca alturas que van desde unos 7.000 pies (2.100 m) a 14.000 pies (4.300 m) sobre el nivel del mar.